# Leyti N'Diaye
Leyti N'Diaye (Dakar, Senegal, 19 de agosto de 1985), futbolista senegalés. Juega de defensa y su actual equipo es el AC Ajaccio de la Ligue 1 de Francia.

## Clubes
| Club                  | País    | Año       |
| --------------------- | ------- | --------- |
| CS Louhans-Cuiseaux   | Francia | 2003-2004 |
| Olympique de Marsella | Francia | 2004-2005 |
| US Créteil            | Francia | 2005-2006 |
| RC Strasburgo         | Francia | 2006-2007 |
| Betis                 | España  | 2007-2009 |
| AC Ajaccio            | Francia | 2009-2010 |
| Olympique de Marsella | Francia | 2010-2011 |
| AC Ajaccio            | Francia | 2011-     |

## Palmarés

### Campeonatos nacionales
| Título               | Club                  | País    | Año  |
| -------------------- | --------------------- | ------- | ---- |
| Supercopa de Francia | Olympique de Marsella | Francia | 2010 |